# Elsau
Elsau ist eine politische Gemeinde im Bezirk Winterthur des Kantons Zürich in der Schweiz.
Zu der Gemeinde gehören die Ortschaften Elsau, Räterschen (Mundartname: Rèètschte), Rümikon, Ober- und Unterschottikon, Fulau, Unter- und Oberschnasberg sowie Tolhusen.

Historisches Luftbild aus von Walter Mittelholzer von 1918–1937

## Wappen
Blasonierung
In Silber ein vierfach gebrochener schwarzer Schrägbalken, begleitet von zwei aufrechten schwarzen Lilien

## Geographie
Die Gemeinde Elsau liegt im Eulachtal, das in der letzten Eiszeit entstanden ist. Die Landschaft ist geprägt durch Moränenhügel. Von der Gemeindefläche dienen 56,5 % der Landwirtschaft, 25,9 % ist mit Wald bedeckt, 6,1 % ist Verkehrsfläche und 10,9 % Siedlungsgebiet, 0,5 % sind Gewässer.

## Bevölkerung
| Bevölkerungsentwicklung | Bevölkerungsentwicklung |
| Jahr                    | Einwohner               |
| ----------------------- | ----------------------- |
| 1467                    | 60                      |
| 1634                    | 188                     |
| 1771                    | 479                     |
| 1836                    | 896                     |
| 1850                    | 909                     |
| 1900                    | 1047                    |
| 1950                    | 1348                    |
| 1960                    | 1972                    |
| 2000                    | 2900                    |
| 2005                    | 3040                    |

## Politik
Gemeindepräsident ist Daniel Schmid (Stand März 2024).
Bei den Nationalratswahlen 2023 betrugen die Wähleranteile in Elsau: SVP 36,73 % (+5,28), SP 14,59 % (+1,97), glp 12,70 % (−1,22), FDP 10,97 % (−2,59), Grüne 8,00 % (−4,49), Mitte 7,73 % (+0,29), EVP 3,25 % (−1,02), EDU 2,28 (+0,01).

## Geschichte
Bei Tolhusen sind Spuren eines römischen Gutshofes gefunden worden.
Die Ortschaften Rümikon und Schottikon wurden im Jahr 829 erstmals urkundlich erwähnt. Die erste Erwähnung von Elsau als Elnesouva war im Jahr 1043. Mitte des 11. Jahrhunderts ist ein Ministerialengeschlecht «von Elsau» bezeugt, das seinen Sitz südlich von Elsau auf dem Hügel Burgstall (auch Balchenstall genannt) hatte. Als letzter Vertreter des Geschlechts wird 1350 ein Konrad urkundlich erwähnt. Zusammen mit Winterthur kam die Gemeinde 1462 unter die Herrschaft der Stadt Zürich.
1922 wurde Schottikon in die Gemeinde Elsau eingegliedert.

## Verkehr
Die Gemeinde Elsau ist mit den Bahnhöfen Räterschen und Schottikon ans Zürcher S-Bahn-Netz angeschlossen. Sie liegen auf der Bahnstrecke St. Gallen–Winterthur. Die beiden Bahnhöfe werden von der S 35 Winterthur – Wil und der S 12 Brugg – Altstetten – Zürich HB – Stettbach – Winterthur – Schaffhausen/Wil der S-Bahn Zürich bedient. Im Nachtnetz am Wochenende verkehrt die SN21 Winterthur – Wil – St. Gallen . Zusätzlich wird die Gemeinde durch die Postautolinie 680 Winterthur, HB – Elsau – Schlatt ZH – Hofstetten ZH – Elgg bedient. Ab Dezember 2019 verkehrt neu die Buslinie 7 Bahnhof Wülflingen – Winterthur, HB – Elsau, Melcher von Stadtbus Winterthur bis nach Elsau.

## Energie
Neunzig Genossenschafter versorgen sich in Rümikon durch die 1910 gegründete Elektrizitäts-Genossenschaft Rümikon (EGR). Noch vor der Rümiker Genossenschaft war in Räterschen im Jahr 1907 die Genossenschaft für elektrische Beleuchtung und Kraftabgabe gegründet worden, heute Genossenschaft EWR mit 70 Genossenschaftern. Die grössere Zahl der Haushalte wird vom Elektrizitätswerk des Kantons Zürich beliefert.

## Kunst, Kultur
Das schulische Angebot umfasst Kindergärten, Primarschule sowie eine eigene gegliederte Sekundarschule (zusammen mit der Gemeinde Schlatt).

## Vereine
- Pfadfinder
- Sportverein FC Räterschen. Die 1. Mannschaft spielt in der 3. Liga.
- Turnverein Räterschen.

## Persönlichkeiten
- Bartholomäus Anhorn der Jüngere (1616–1700), evangelisch-reformierter Pfarrer und Historiker, 1678–1700 in Elsau
- Heinrich Bosshard von Rümikon (1748–1815), Bauer, Laienprediger und Geodät, geboren in Rümikon
- Conrad Schenkel (1834–1917), Landwirt und Politiker

## Sehenswürdigkeiten
- Die reformierte Kirche und ihre Bildfenster[10]